# 青陽郡
青陽郡（チョンヤンぐん、せいようぐん）は、大韓民国忠清南道の郡。

## 地理
- 山：七甲山
- 河川：
- 湖沼：

### 隣接している自治体
- 公州市、保寧市、扶餘郡、洪城郡、礼山郡

## 歴史
- 三国史記には青陽・定山の名前がある。もともとは百済の領土で、古良夫里・悦己があった。景徳王はこれを青正・悦城に改名した。古良夫里が青正になったのは、新羅時代の軍隊（10停）の1つで、襟の色が青色であったことといわれている。[2]
- 1914年4月1日 - 郡面併合により、青陽郡・定山郡および洪州郡の化城面・上田面・興口香面および乻方面の一部の区域を持って、改めて青陽郡が発足。青陽郡に以下の面が成立。[3] （10面）
  - 邑内面・雲谷面・大峙面・斜陽面・化城面・飛鳳面・定山面・木面・青場面・赤谷面

| 朝鮮総督府令第111号 |                  |              |
| 旧行政区域          | 旧行政区域       | 新行政区域   |
| 青陽郡              | 北上面、北下面   | 雲谷面       |
| 青陽郡              | 東上面、東下面   | 大峙面       |
| 青陽郡              | 西上面、西下面   | 飛鳳面       |
| 青陽郡              | 南上面           | 邑内面の一部 |
| 青陽郡              | 南下面           | 斜陽面       |
| 洪州郡              | 上田面           | 斜陽面       |
| 洪州郡              | 興口香面         | 化城面の一部 |
| 定山郡              | 邑面、仍面、大面 | 定山面       |
| 定山郡              | 木面             | 木面         |
| 定山郡              | 青面、場面       | 青場面       |
| 定山郡              | 赤面、冠面       | 赤谷面       |
| 朝鮮総督府令第111号 |                      |                                                                                |
| 旧行政区画 | 新行政区画（青陽郡） | 新行政区画（青陽郡）                                                           |
| 青陽郡北上面 | 雲谷面               | 모곡리、신대리、위라리、효제리、후덕리                                         |
| 青陽郡北下面 | 雲谷面               | 광암리、미량리、영양리、추광리                                                 |
| 青陽郡東上面 | 大峙面               | 개곡리、광금리、광대리、구치리、대치리、오룡리、작천리、장곡리、주정리、탄정리 |
| 青陽郡東下面 | 大峙面               | 농소리、상갑리、수석리、시전리、이화리、형산리                                 |
| 青陽郡西上面 | 飛鳳面               | 관산리、녹평리、사점리、장재리                                                 |
| 青陽郡西下面 | 飛鳳面               | 신원리、중묵리、청수리、학당리                                                 |
| 青陽郡乻方面 | 飛鳳面               | 강정리、양사리、용천리、방한리                                                 |
| 青陽郡邑内面교촌리/월천리/장대리 일부、사점리/백산리/퇴천리、벽정리/은천동 일부/(남상면) 신대리 일부/상적리 일부/입동 일부、송애리 일부/안적리 일부/(남상면) 방축동 일부、읍내리/장대리 일부/은천동 일부/안적동 일부 | 邑内面               | 교월리、백천리、벽천리、송방리、읍내리                                         |
| 青陽郡南上面상구리/하구리/군량동 일부、마근동/장승동/심곡리/구대리/산수동/여치리/군량동 일부/방축동 일부/(읍내면) 송애리 일부、신대리 일부/상적리 일부/하적리 일부、좌동/입동 일부/정탁리 일부 | 邑内面               | 군량리、장승리、적루리、정좌리                                                 |
| 青陽郡南下面초정리 일부/산직리 일부/(홍주군 상전면) 평구리 일부/장전리/신촌/오룡동/대오룡동、연석리/신역리/구역리/(남상면) 하적리 일부/정탁리 일부、기곡리/사장리/상매리/하매리、백토리/반곡리/금곡리/추목동 일부/(홍주군 상전면) 마다리 일부、비암리/조곡리(造谷)/조곡리(鳥谷)/산직리 일부/초정리 일부、압수동/수단리/신촌리/족한리/추목동 일부/(홍주군 상전면) 평구리 일부、돌복리/(홍주군 상전면) 이암동、발온리/범직리/상인리/하인리/(홍주군 상전면) 대치리 일부      | 斜陽面               | 구룡리、금정리、매곡리、백금리、봉암리、신왕리、온암리、온직리                 |
| 洪州郡上田面당산리/원대리/용계리/대대리/간욱리/봉동/우구리/고곡리/금마리/대치리 일부、용두리/대치리 일부、용지리/마다리 일부/간척리 일부/신흥리 일부/구비산리 일부、신대리/산소리/산직리/호동/신흥리 일부/구비산리 일부 | 斜陽面               | 대봉리、용두리、용마리、흥산리                                                 |
| 洪州郡興口香面 | 化城面               | 구재리、농암리、매산리、산정리、장계리、화강리                                 |
| 洪州郡化城面 | 化城面               | 광평리、기덕리、용당리、수정리、신정리、화암리                                 |
| 定山郡邑面 | 定山面               | 백곡리、서정리、역촌리                                                         |
| 定山郡仍面 | 定山面               | 광생리、내초리、덕성리、마치리、신덕리、와촌리、천장리、학암리                 |
| 定山郡大面 | 定山面               | 남천리、대박리、용두리、송학리、해남리                                         |
| 定山郡木面상신대리/개야산리/대평동/하신대리 일부/점동 일부、무수동/본의곡리/계봉리/동막리、중신대리/월신대리/송내리/장구동/나분동/장금사리/（公州郡성두면）평동 일부/반곡리 일부、안전리/판보리/송죽동/구수동/임장동/（公州郡반탄면）진두리 일부、안심동/막동리/평리/마근동/석화동 일부/(성두면) 반곡리 일부/건천리 일부、간두문리/증곡리/내지곡리/외지곡리/하신대리 일부/(읍면) 백곡리 일부、오산리/가마동/점동 일부/(잉면) 옥현리 일부/문성리 일부/(반탄면) 진두리 일부 | 木面                 | 대평리、본의리、송암리、신흥리、안심리、지곡리、화양리                         |
| 定山郡青面 | 青場面               | 내직리、동강리、왕진리、중산리、지곡리、천내리、청소리                         |
| 定山郡場面 | 青場面               | 대흥리、상장리、아산리、인량리                                                 |
| 定山郡赤面 대사천리/낙지리/상추리 일부、미당리/계양리/평리 일부/율정리 일부/(청면) 미당리、은곡리/지곡리/외차동/내차동 일부、도림리/석곡리/외사천리/석리/평리 일부、중추리/하추리 일부/상추리 일부/(장면) 입점리 일부 | 赤谷面               | 낙지리、미당리、은곡리、적곡리、중추리                                         |
| 定山郡冠面 신대리/광암리 일부/관현리 일부/평리 일부/상인동 일부/（扶余郡도성면）구룡리 일부、하인동/분향리/광암리 일부/상인동 일부/(적면) 하추리 일부、진답리/양지촌리 일부/장재동 일부、상지천리/하지천리/장재동 일부、앵화동/화평리/신기촌리/양지촌리 일부 | 赤谷面               | 관현리、구룡리、분향리、죽림리、지천리、화산리                                 |
- 1917年10月1日 - 邑内面が青陽面に改称。[4]（10面）
- 1942年10月1日 - 青場面が青南面に改称。（10面）
- 1973年7月1日 - 飛鳳面の一部が青陽面に編入。（10面）
- 1979年5月1日 - 青陽面が青陽邑に昇格。[5]（1邑9面）
- 1987年1月1日 （1邑9面）
  - 赤谷面が長坪面に改称。
  - 斜陽面が南陽面に改称。
- 1995年6月27日 - 郡守選、鄭元永が当選。
- 1998年6月4日 - 郡守選、鄭元永が再選。
- 2002年6月13日 - 郡守選、金是煥が当選。
- 2006年5月31日 - 郡守選、金是煥が再選。[6]

## 行政

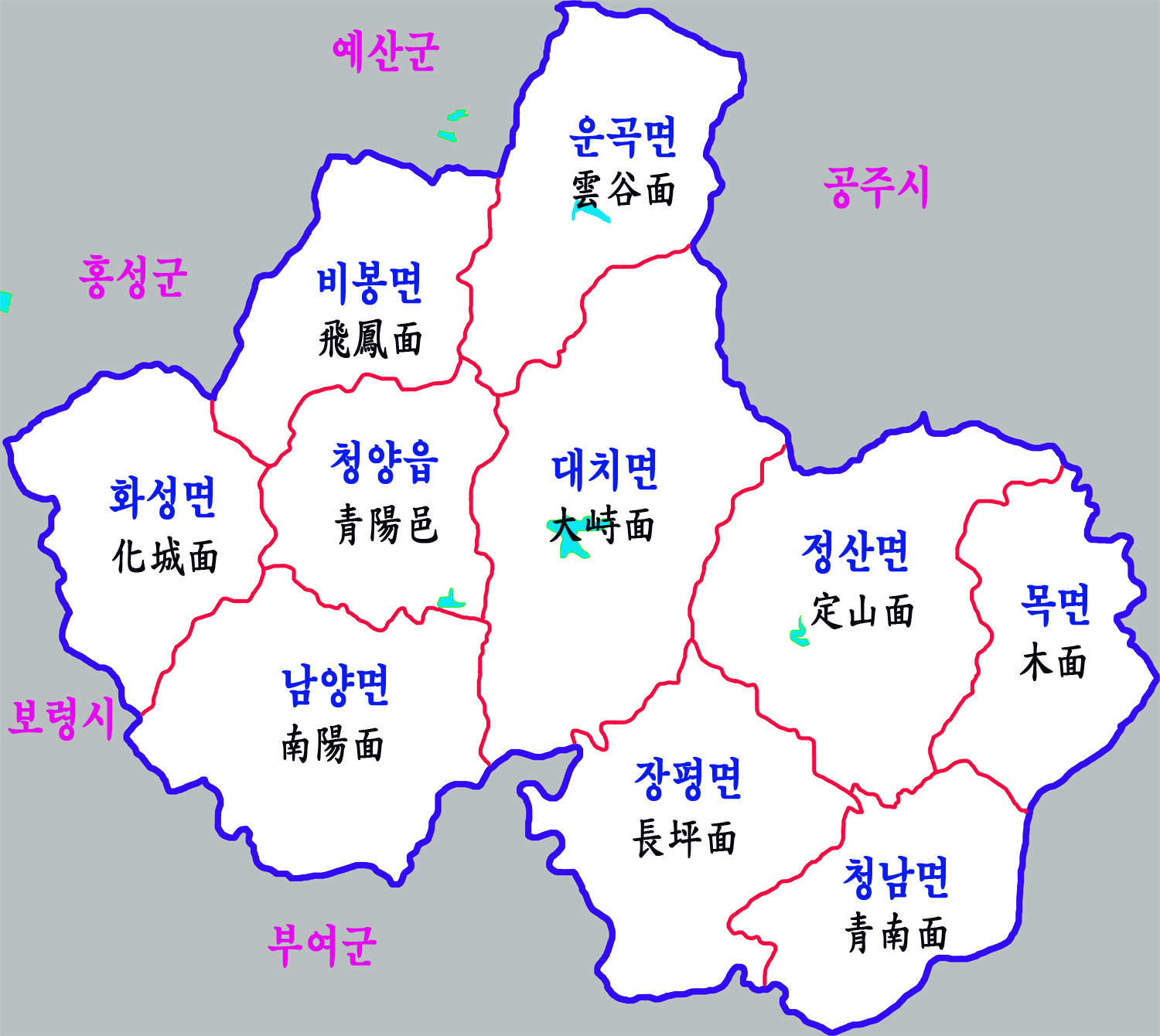
行政区域図

- 郡守：金是煥

### 行政区域
| 邑・面 | 法定里 |
| ------ | --- |
| 青陽邑 | 校月里、軍糧里、栢川里、碧泉里、松防里、邑内里、長承里、赤楼里、正坐里、清水里、学堂里                                         |
| 雲谷面 | 光岩里、茅谷里、美良里、新垈里、永陽里、位羅里、秋光里、孝悌里、厚徳里                                                         |
| 大峙面 | 広金里、光大里、農所里、九峙里、大峙里、上甲里、水石里、柿田里、五龍里、梨花里、鵲川里、開谷里、長谷里、酒亭里、炭井里、衡山里 |
| 南陽面 | 九龍里、金井里、大鳳里、梅谷里、白琴里、鳳岩里、新旺里、温岩里、温直里、龍頭里、龍馬里、興山里                                 |
| 化城面 | 広坪里、九在里、基徳里、農岩里、梅山里、山亭里、水汀里、新亭里、龍堂里、長鶏里、花江里、花岩里                                 |
| 飛鳳面 | 江亭里、寛山里、録坪里、方閑里、舎店里、新院里、養士里、龍川里、長在里、中墨里                                                 |
| 定山面 | 光生里、南泉里、内草里、大朴里、徳城里、馬峙里、白谷里、西亭里、松鶴里、新徳里、駅村里、瓦村里、龍頭里、天庄里、鶴岩里、海南里 |
| 木面   | 大平里、本義里、松岩里、新興里、安心里、池谷里、華陽里                                                                         |
| 青南面 | 内直里、大興里、東江里、上場里、牙山里、旺津里、仁良里、中山里、芝谷里、泉内里、青所里                                         |
| 長坪面 | 冠峴里、九龍里、楽只里、美堂里、分香里、隠谷里、赤谷里、竹林里、中楸里、之川里、化山里                                         |

### 警察
- 青陽警察署

### 消防
- 青陽消防署

## 姉妹都市・提携都市

### 韓国内
- ソウル特別市永登浦区
  - 1995年10月24日提携
- ソウル特別市江東区
  - 2002年9月2日提携
- ソウル特別市瑞草区
  - 2003年5月22日提携
- 軍浦市（京畿道）
  - 2003年6月12日提携

### 海外
- 灯塔市（中華人民共和国 遼寧省遼陽市）
  - 1999年8月23日提携

## 地域

### 教育
- 青陽大学

## 名所・旧跡・観光スポット・祭事・催事
- 七甲文化祭

## 出身有名人
- 李海瓚（政治家）